# Södermanlands runinskrifter 188
Södermanlands runinskrifter 188 är en vikingatida runristning på ett jordfast stenblock i Åkerby, Toresunds socken och Strängnäs kommun. Ristningen är nästan cirkelrund och 1,5 gånger 1,62 meter stor. Runhällen är belägen cirka 15 meter norr om runstenen Sö 189. Runristningen upptäcktes av Olof Hermelin. Ristningen lät utföras till minne av Morde av hans moder Tyrvi och hans tre bröder.

## Inskriften
Translitterering av runraden:
þurui : lit : kira : mirki : þitsa : at : morþa : auk : kuni : auk : halftan : a(u)(k) : hilguflr : at : boþur : sin
Normalisering till runsvenska:
Þyrvi let gærva mærki þetsa at Morða, ok Gunni ok Halfdan ok Hælgulfʀ(?) at broður sinn.
Översättning till nusvenska:
Tyrvi lät göra detta minnesmärke efter Morde, och Gunne och Halvdan och Hälgulv(?) efter sin broder.